# DOGGY STYLE
DOGGY STYLE（ドギー・スタイル）は、日本のロックバンド。山梨県を中心に活動する5人組ロックバンド。所属レコード会社はキャッスルレコード。2004年結成。

## 概要
山梨県内の大学で出会った5人で結成された。活動は2004年からだが、真面目にバンド活動をするようになったのは2009年頃から。それまではコピー曲を中心に趣味の範囲内で活動をしていた。2010年よりインディーズレーベルのキャッスルレコードに所属。活動拠点はメンバー全員が山梨県に強い愛着をもっていることから山梨県を中心に行っているが、山梨県出身はベースのタクヤのみ。実はメンバー全員の出身地が異なる。「DOGGY STYLE」というバンド名の由来は、語感の良さから決定しており、特に意味はなく、キヨト・シュウジ・ヒロキの3人で決めた。
FM甲府にて毎週土曜日「メジャーへのVERY NEXT DIVE!!」を放送中。

## メンバー
| 人名       | パート         | 出身地   |
| ---------- | -------------- | -------- |
| キヨト     | ボーカル       | 神奈川県 |
| コータロー | ギターコーラス | 北海道   |
| シュウジ   | ギター         | 大阪府   |
| タクヤ     | ベース         | 山梨県   |
| ヒロキ     | ドラムス       | 静岡県   |

## ディスコグラフィー

### インディーズ盤

#### ミニ・アルバム
| 枚  | 発売日        | タイトル         | 規格品番   |
| --- | ------------- | ---------------- | ---------- |
| 1st | 2010年6月30日 | one!             | JETT-15033 |
| 2nd | 2011年5月22日 | VERY NEXT DIVE!! | JETT-15024 |

### フル・アルバム
| 枚  | 発売日        | タイトル       | 規格品番   |
| --- | ------------- | -------------- | ---------- |
| 1st | 2012年8月17日 | DOGGY STYLE!!! | JETT-15036 |

### タイアップ
| 曲名              | タイアップ                                                    |
| 3秒オーバータイム | 女子バスケットボール（JBL）山梨クィーンビーズ公式テーマソング |

## 出演

### ラジオ
FM甲府・土曜ワイド酒折倶楽部内「DOGGY STYLEのメジャーへのVERY NEXT DIVE!!」毎週土曜日AM11:30頃～約15分間（2011年6月4日～）